# Myrmarachne manducator
Myrmarachne manducator este o specie de păianjeni din genul Myrmarachne, familia Salticidae. A fost descrisă pentru prima dată de Westwood, 1841. Conform Catalogue of Life specia Myrmarachne manducator nu are subspecii cunoscute.